# Sawah Jangkung
Sawah Jangkung is een bestuurslaag in het regentschap Kaur van de provincie Bengkulu, Indonesië. Sawah Jangkung telt 371 inwoners (volkstelling 2010).